# Église de la Trinité de Copenhague
L'église de la Trinité (Trinitatis-Kirke) de Copenhague au Danemark est un temple luthérien du Landmarkæt dans le centre historique de la capitale. Elle a été construite sous le règne de Christian IV en 1637-1651 et sert jusqu'à aujourd'hui d'église à l'université. L'intérieur a été entièrement décoré dans le goût baroque, après un incendie en 1728.

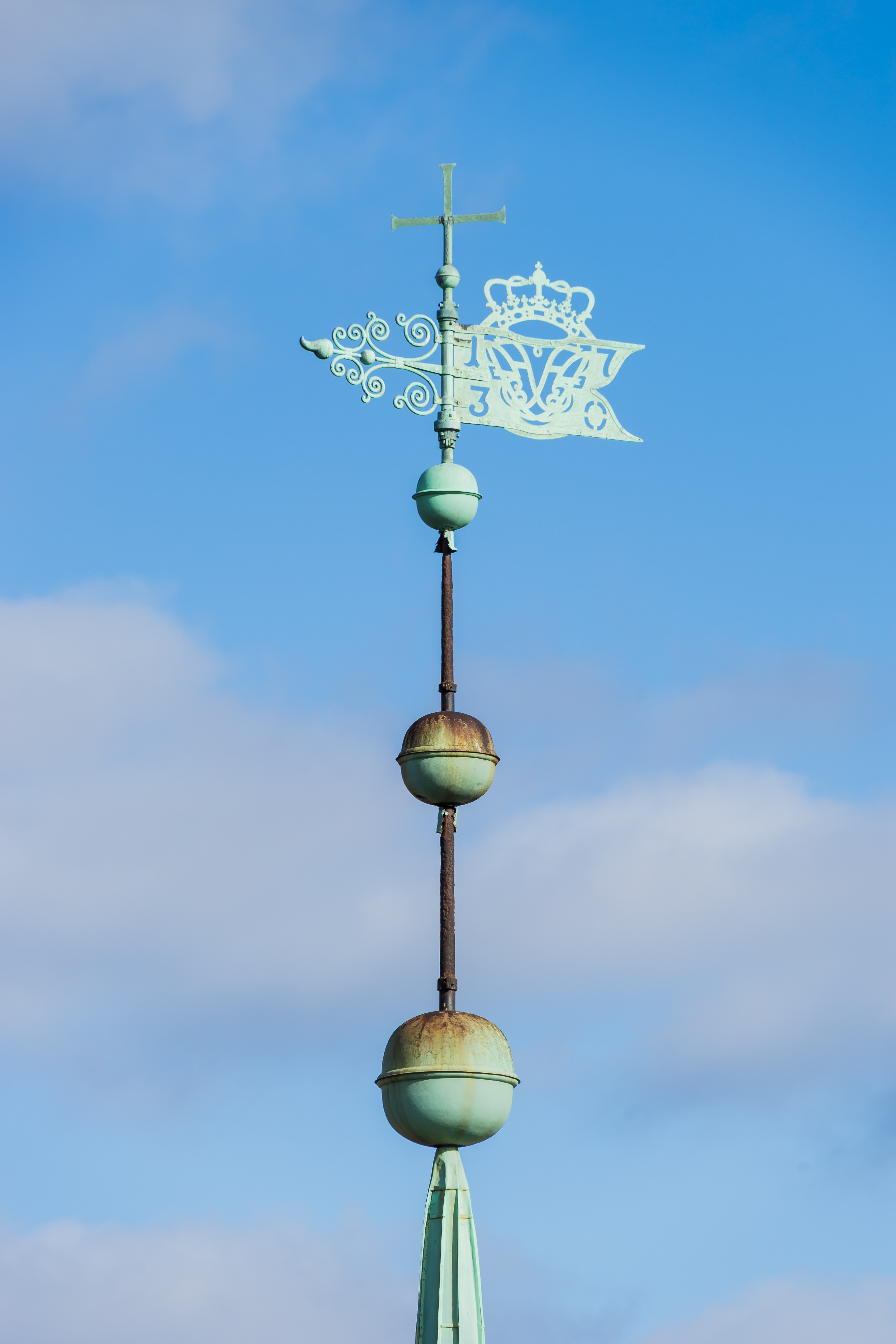
La girouette de la flèche de la "Trinitatis Kirke" de Copenhague